# Senorita
Senorita to drugi singel promujący debiutancki album "The Rest Is History" amerykańskiego rapera Jina. Wydany 19 października 2004. Powstał do niego klip.